# Andersonoplatus sanare
Andersonoplatus sanare es una especie de escarabajo del género Andersonoplatus, familia Chrysomelidae. Fue descrita científicamente por Linzmeier & Konstantinov en 2018.
Habita en Venezuela.

## Descripción
La longitud del cuerpo es de 2,43–3,24 mm y ancho 1,24–1,59 mm, brillante con abundante pelaje. A. sanare es de color marrón claro a marrón oscuro.